# William Huggins
William Huggins (1897-től sir William Huggins) (London, 1824. február 7. – London, 1910. május 12.) angol csillagász, az asztrofizika angliai megalapozója.

## Élete

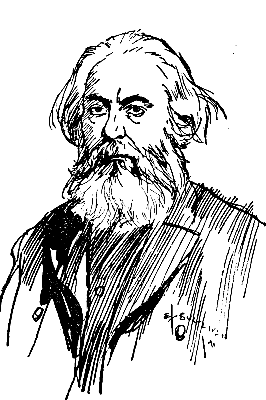

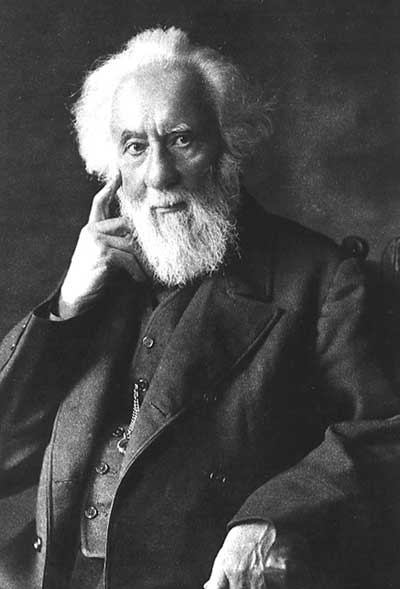
1910-ben

1854-ben londoni otthonában magánobszervatóriumot rendezett be, és abban kezdetben asztrometriai megfigyeléseket végzett.
1875-ben feleségül vette John Murray of Dublin lányát, Margaret Lindsay Murray-t, akit élénken érdekelt Huggins munkája, és mindenben segítette férjét. Közösen publikált műveiket Margaret Lindsay Huggins néven jegyezte.

## Munkássága
Miután Kirchhoff és Bunsen 1859-ben felfedezte a színképelemzést, 1860-ban Huggins is tervezett és építtetett magának egy ilyen berendezést. Először gondosan megvizsgálta és lerajzolta 26 kémiai elem színképvonalait, majd 1864-től égi objektumok színképeit kezdte tanulmányozni — eleinte William Allen Millerrel, Miller halála (1870) után egyedül, majd 1875-től feleségével.
Millerrel több mint 50 csillag spektrumát rögzítették. Kimutatták, hogy egyes „ködös” objektumok galaxisok, mások pedig fénylő gáztömegek. Elsőként elemezték egy planetáris köd — a Macskaszem-köd (NGC 6543 vagy Caldwell 6) — színképét (1864-ben). Ez utóbbiak sugárzásában kimutatták a hidrogént (1864). Elsőként állapították meg, hogy a fellángoló nova csillagok hidrogénfelhőt dobnak le magukról (1866). Az üstökösökben szénhidrogéneket mutattak ki (1868). A Doppler-effektus felhasználva elsőként becsülték meg egy csillag (a Szíriusz) távolodásának sebességét (1868). Színképeik alapján megkülönböztették a csillagközi (hideg) ködöket a csillagok által frissen ledobott (forró) gázfelhőktől (1868).
A Nap színképében felismerte a kalcium jelenlétét. Pierre Jules César Janssen és Joseph Lockyer módszerével a hidrogén vörös fényében folyamatosan észlelte a Nap protuberanciáit. Csillag-spektroszkópokat szerkesztett, és elsőként kísérletezett a színképek fényképezésével.

## Főbb művei
- Spectrum analysis, applied to the heavenly bodies (1866)
- William Allen Millerrel (1866): On the Spectrum of a New Star in Corona Borealis. Proceedings of the Royal Society of London 15, 146–149.
- On the spectr of some of the fixed stars and nebulae with an attempt to determine there from wether these bodies are moving towards os from the earth 1868)
- Atlas of representative stellar spectra (feleségével, 1900)

Összegyűjtött munkái: Scientific papers os Sir William and Lady Huggins (2 kötet, London, 1899, ill. 1909)

## Emlékezete
Nevét viseli:
- egy kráter a Holdon;
- egy kráter a Marson;
- a 2635 Huggins aszteroida a Naprendszer kisbolygó-övében

## Fordítás
- Ez a szócikk részben vagy egészben  a   William Huggins című angol Wikipédia-szócikk ezen változatának fordításán alapul.  Az eredeti cikk szerkesztőit annak laptörténete sorolja fel. Ez a jelzés csupán a megfogalmazás eredetét és a szerzői jogokat jelzi, nem szolgál a cikkben szereplő információk forrásmegjelöléseként.